# Ispășire

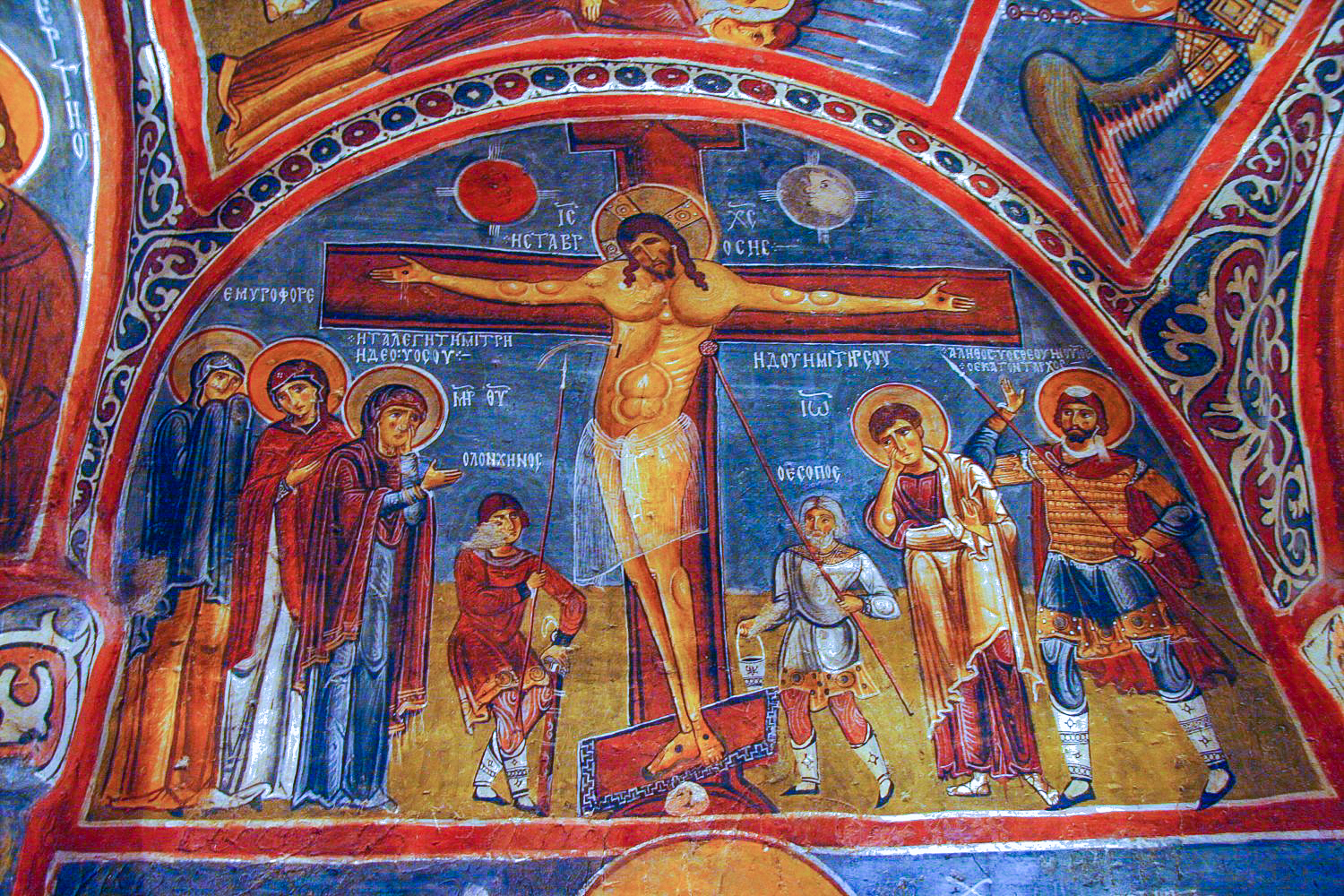
Ispăşirea pe cruce.

Ispășirea este o dogmă creștină.

## Vezi și
- Cur deus homo